# Cheung Ka Long
Cheung Ka Long (張家朗S; Hong Kong, 10 giugno 1997) è uno schermidore hongkonghese specializzato nel fioretto, due volte campione olimpico nel fioretto individuale a Tokyo 2020 e Parigi 2024.

## Palmarès
- Giochi olimpici

Tokyo 2020: oro nel fioretto individuale.
Parigi 2024: oro nel fioretto individuale.
- Mondiali

Il Cairo 2022: bronzo nel fioretto individuale.
Milano 2023: bronzo nel fioretto a squadre.
- Campionati asiatici

Suwon 2014: bronzo nel fioretto a squadre.
Singapore 2015: bronzo nel fioretto individuale e nel fioretto a squadre.
Wuxi 2016: oro nel fioretto individuale.
Hong Kong 2017: argento nel fioretto individuale e bronzo nel fioretto a squadre.
Bangkok 2018: argento nel fioretto a squadre.
- Universiadi

Chengdu 2023: oro nel fioretto individuale e nel fioretto a squadre.